# Anne Morelli
Anne Morelli (14 februari 1948) is een Belgische historica van Italiaanse origine gespecialiseerd in de hedendaagse geschiedenis van religies en minderheden. Ze is als professor verbonden aan de Université libre de Bruxelles (ULB) waar ze vakken doceert met betrekking tot historische kritiek, Belgische overheidskwesties, godsdienstgeschiedenis, interculturele contacten en geschiedenisdidactiek. Ze is tevens adjunct-directeur van het Interdisciplinair Centrum voor de studie van Religie en Secularisme (Centre interdisciplinaire d'étude des religions et de la laïcité) aan dezelfde universiteit.

## Standpunten
Morelli noemt zichzelf een atheïst en is een aanhanger van het extreemlinkse gedachtegoed. 

J'estime être d'extrême gauche, mais je pense que l'immobilisme que nous vivons aujourd'hui est dû en grande partie aux divisions de l'extrême gauche
— Éric Guillaume, Les 175 ans de la Belgique vus par Anne Morelli (ULB), Solidaire, 18 mei 2005

Ze is bekend omwille van haar standpunten over sekten en nieuwe religieuze bewegingen. Net als andere sociologen en historici meent ze dat de Kerk enkel verschilt van sekten op het gebied van hun machtsrelatie. Volgens haar zijn sekten, in navolging van Michel Foucault, "totalitaire instellingen" zoals kloosters, gevangenissen, ziekenhuizen (enzoverder) die mensen als een nummer behandelen en vervolgens de indruk geven dat er een uniform geheel kan worden gevormd.

La secte, comme la communauté charismatique, le couvent, la prison, l'hôpital, la caserne, le pensionnat (et peut-être aussi certains partis ou entreprises lorsqu'il s'agit de Disney ou MacDo) est l'une des institutions totalitaires qui prend, marque, change de nom ou immatricule, imprime dans un moule et déguise pour donner l'impression d'uniformité des corps et des esprits.
— Anne Morelli, Lettre ouverte à la secte des adversaires des sectes, 1997

In 2005 zei ze tijdens de 36ste jaarlijkse conferentie van de Internationale Associatie van Instellingen voor Arbeidsgeschiedenis (IALHI) in Gent op een internationaal symposium over antiglobalisme dat geen enkele beweging ooit een verandering heeft teweeggebracht zonder het gebruik van geweld. Morelli maakte ook deel uit van een groep supporters die de leider van de terroristische groepering Cellules Communistes Combattantes, Pierre Carette wilden verwelkomen na zijn vrijlating uit de gevangenis.
Op 13 november 2023 sprak ze op een kranslegging in Luik, samen met de Russische ambassadeur in België, naar aanleiding van het einde van de Tweede Wereldoorlog. Ze vroeg in haar speech aandacht om historische gebeurtenissen correct te presenteren, zoals bv. de belangrijke bijdrage van de Sovjet-Unie in het verslagen van het nazisme. Ze benadrukte dat het in de geschiedenis vooral de Sovjets waren die de grootste verliezen leden in de Tweede Wereldoorlog. "Ik herinner eraan dat onder het leiderschap van Majoor Generaal F.M. Krasavin 7.000 Auschwitz-overlevenden werden bevrijd op 27 januari 1945".

## Publicaties
- (fr)  La Presse italienne en Belgique (1919-1945), 1981
- (fr)  La participation des émigrés italiens à la Résistance belge, 1983
- (it)  Fascismo e antifascismo nell'emigrazione italiana in Belgio, 1922-1940, 1987
- (fr)  Les grands mythes de l'histoire de Belgique, de Flandre et de Wallonie (dir.), 1995
- (fr)  Rital-littérature. Anthologie de la littérature des Italiens de Belgique,1996
- (fr)  Lettre ouverte à la secte des adversaires des sectes, 1997
- (fr)  Les émigrants belges : réfugiés de guerre, émigrés économiques, réfugiés religieux et émigrés politiques ayant quitté nos régions du XVIe à nos jours (dir.),1998
- (fr)  Les religions et la violence avec Lemaire Jacques et Suzanne Charles, 1998
- (fr)  Le racisme, élément du conflit flamands-francophones ?, 1998
- (fr)  Principes élémentaires de propagande de guerre (utilisables en cas de guerre froide, chaude ou tiède...), 2001
- (fr)  « Sectes » et « hérésies » de l'antiquité à nos jours (PDF, 1.89 MB) - with Alain Dierkens, 2002
- (fr)  Les solidarités internationales. Histoire & perspectives with Gotovitch José, 2003
- (fr)  Histoire des étrangers et de l'immigration en Belgique: de la préhistoire à nos jours (dir.), 2004
- Rubino, De aanslag op Leopold II, Epo, Antwerpen, 2009. ISBN 9789064451249 (vertaling van Rubino, l'anarchiste qui tenta d’assassiner Léopold II, 2007)
- Elementaire principes van oorlogspropaganda, 2022. ISBN  9789462673823

- Bibsys: 90886700
- Biblioteca Nacional de España: XX1548151
- Bibliothèque nationale de France: cb120541550 (data)
- Catàleg d'autoritats de noms i títols de Catalunya: 981058508320206706
- CiNii: DA03768057
- Gemeinsame Normdatei: 1097624196
- International Standard Name Identifier: 0000 0001 2120 8650
- Library of Congress Control Number: n87800774
- Bibliotheek van het Japanse parlement: 00875658
- Nationale Bibliotheek van Tsjechië: jx20110622009
- Nationale Bibliotheek van Israël: 987007432625605171
- Nederlandse Thesaurus van Auteursnamen: 069007640
- Système universitaire de documentation: 028774876
- Virtual International Authority File: 12327698
- WorldCat: E39PBJkxJgMcYmhwtcBhkmVcT3